# کاندیدو مسا
کاندیدو مسا (اسپانیایی: Cándido Mesa‎؛ زادهٔ ۲ فوریهٔ ۱۹۶۴) کشتی‌گیر بازنشستهٔ اهل کوبا است. وی در وزن ۱۳۰ کیلوگرم فرنگی مردان مسابقات المپیک تابستانی ۱۹۹۲ شرکت کرد و به مدال برنز دست یافت.